# Ulmus prunifolia
Ulmus prunifolia — вид квіткових рослин з родини в'язових (Ulmaceae). Поширення: Китай (Чунцін, Західний Хубей).

## Біоморфологічна характеристика
Це дерево заввишки до 30 метрів, в діаметрі до 45 см, листопадне. Кора темно-сіра, гладка. Гілочки в молодому віці волосисті, потім голі, з розкиданими сочевичками. Ніжка листка 0.6–1.6 см, запушена у молодому віці, потім гола. Листкова пластинка вузькоеліптична, довгасто-еліптична, еліптично-ланцетна або яйцеподібно-ланцетна, 5–11(14) × 2–4(5.5) см, знизу запушена в молодому віці, але з віком гола або запушена лише в пазухах жилок, зверху запушена в молодому віці, але гола, основа ± коса, край подвійно пилчастий, верхівка загострена; вторинні жилки 12–22 з кожного боку від середньої жилки. Суцвіття зібрані в пучки на гілочках другого року. Оцвітина гола, 4-лопатева. Крилатки від довгасто-еліптичних до довгасто-оберненояйцеподібних, 1.2–2 × 0.8–1.3 см, голі, за винятком запушення на рильцеподібній поверхні у виїмці; ніжка 1–2 мм; оцвітина стійка. Насіння в центрі або трохи ближче до верхівки крилатки. Період цвітіння та плодіння: лютий — травень.

## Середовище
Зростає на висотах 1000–1500 метрів.